# Горечавка холодная
Горечавка холодная (лат. Gentiana algida) — вид травянистых растений рода Горечавка (Gentiana) семейства Горечавковые (Gentianaceae).

## Ботаническое описание
Многолетнее растение. Корневище короткое, вертикальное, с тонкими шнуровидными корнями. Нижние части стебля опушены волосистыми остатками листьев. Стебли прямые, 10—35 см высотой, одиночные или немногочисленные. Большая часть листьев прикорневые, продолговато или линейно-лопатчатые, 7—15 см длиной, 4—8 мм шириной, тонко перепончатые, гладкие или реже по краям мелко шероховатые. Стеблевые листья немногочисленные, линейные, тупые, сросшиеся во влагалище до 15 мм длиной. 
Цветы на вершине стебля густо сидячие по 2—5, редко одиночные, окутанные верхушечными листьями. Чашечка колокольчатая, 14—30 мм длиной, в 2—3 раза короче венчика, иногда односторонне расщепленная с зубцами 4—10 мм длиной, линейные, неравные, туповатые, по краям обычно гладкие. Коробочка яйцевидно-продолговатая. Семена эллиптические, 0,5 мм длиной, чешуйчато-ячеистые.

## Распространение
Растёт на лугах, торфяниках, скалах, покрытых мхами и лишайниками, на заболоченных местах до верхнего горного пояса. 

## Значение и применение
Данные о поедаемости сельскохозяйственными животными противоречивы. По одним данным, совершенно не поедается домашними животными. По наблюдениям в Монголии на пастбищах поедается крупным рогатым скотом и яками, лошадьми и овцами поедается удовлетворительно, а козами плохо. На Алтае поедается алтайским маралом (Cervus elaphus sibiricus). Цветы поедаются северным оленем (Rangifer tarandus).